# NGC 4817
NGC 4817 este o galaxie eliptică situată în constelația Părul Berenicei. A fost descoperită în 11 mai 1885 de către Guillaume Bigourdan⁠(d). Se află la o distanță de 130,02 de megaparseci de Pământ.